# Roeselia insolitalis
Roeselia insolitalis är en fjärilsart som beskrevs av De Toulgoët 1982. Roeselia insolitalis ingår i släktet Roeselia och familjen trågspinnare. Inga underarter finns listade.